# 浦和車両放火内ゲバ殺人事件
浦和車両放火内ゲバ殺人事件（うらわしゃりょうほうかうちゲバさつじんじけん）とは、1977年（昭和52年）4月15日に埼玉県浦和市（現：さいたま市南区）で発生した内ゲバ放火殺人事件。
革労協（解放派）が革マル派4名を殺害した。

## 事件の概要
1977年（昭和52年）4月15日午後9時5分、埼玉県戸田市の革マル派の印刷工場「こだま印刷」からワゴン車（いすゞ・エルフ）が発進した。このワゴン車は敵対党派の襲撃から身を守るために、金網や鉄板を取り付けて改造するなどの特殊仕様の装甲車両であった。
浦和市に差し掛かった頃、4tトラックがワゴン車の前に飛び出した。ワゴン車は急停止したが、後ろからも2tトラックが数回に渡り衝突し、2台に挟まれる状態となった。そして、トラックから約10人の人間がワゴン車を取り囲み、ドアを乱打して開かないようにした上で窓ガラスを割り、ガソリンを流し込み火を付けた。
目撃者が火を消そうとしたが、火勢が強く、中にいた革マル派構成員4人は全員焼死した。犯人はその間に用意していたマイクロバスで逃走した。
現場に急行した警察官によると、革マル派は遺体を引き渡すことを要求していたが、一方で涙を流す者はおらず、冷徹そのものだったという。翌16日朝、印刷会社社員5人と弁護士が浦和警察署を訪れ遺体の確認を行ったが、いずれも黒焦げになっており識別ができない状態となっていた。同日夕方、革マル派は解放社で記者会見を開き、死亡した四人の氏名を発表した。
翌4月17日、三里塚芝山連合空港反対同盟が三里塚闘争史上最大規模の集会（成田空港問題）を開催。革労協（解放派）はこの集会で犯行を自認するビラを配布して、自党派による内ゲバ事件であることを明らかにした。なお、この日の朝、革マル派は水本事件と本事件への報復を名目に同集会会場への経路となる京葉道路に重油を撒くなどして、妨害行為を行っていた。また、事前に犯人と思われる人物から「高度な戦術によって殲滅する」という電話が解放社に掛かって来たという。